# WHITE REFLECTION
「WHITE REFLECTION」（ホワイト・リフレクション）はTWO-MIXの6枚目のシングルである。1997年1月15日にキングレコードから発売された。

## 概要
OVA『新機動戦記ガンダムW Endless Waltz』主題歌。
アルバム『BPM "BEST FILES"』によると、「WHITE REFLECTION」はストーリーと同様に曲も後期主題歌であった「RHYTHM EMOTION」の続編であり、『BPM 150MAX』に収録されているバラードバージョンの「RHYTHM EMOTION PURE」から続けて聞けるように作られた。
また、漫画『名探偵コナン』15巻FILE.4「声が似てる」～FILE.6「デュエット!?」のTWO-MIXの武道館ライブでコナンを含めた少年探偵団と、後述するPVと同じ衣装をしたTWO-MIXが「WHITE REFLECTION」を歌っている場面がある。ただし、アニメ版では都合上「BREAK」に差し替えられている（衣装はそのまま）。これについて永野は自身のtwitterで「とくに曲の変更指示があったワケではなく、先に配慮というか自重した結果です」と語った。

## クレジット
この作品から、作詞：永野椎菜　作曲：高山みなみと名前をはっきり明記するようになった。メンバーの永野によると、当時TWO-MIXを取り上げてくれるメディアは『オリコン・ウィーク The Ichiban』をはじめ、『月刊歌謡曲』と『CDでーた』の三誌しかなく、一般的に知名度が低かったことに加えて電話インタビューでも「本当に自分たちで曲を作ってるんですか?」と訊かれることがあったことと、デビューシングルである「JUST COMMUNICATION」が『新機動戦記ガンダムW』の主題歌だったことに対し、（アニソンユニットという）一つの枠に入れられているような気がしたからと語っており、無理にでもアーティストという部分を押し出そうと思ったからだという。

## チャート成績
累計売上は前作を上回り、再び10万枚以上を記録した。 同じ『ガンダムW』のタイアップだった「JUST COMMUNICATION」、「RHYTHM EMOTION」に比べると累計売上は落ちたが、最高順位を更新し、初動売上は自身最大を記録した。

## PV
本作で初のフルアニメーションPVが制作され、『BPM "BEST FILES"』の特典CD-ROMに収録され、2001年8月8日に、映像作品『WHITE REFLECTION THE MOVIE』として発売された。なお、当時『速報!歌の大辞テン』（日本テレビ）に本作がランクインされた際にはこのPVが全国ネットでオンエアされた。ちなみにこのオンエア時、作詞・作曲の名前をはっきり明記したにもかかわらず、「正体不明のバンド」と紹介されてしまった。

### "WHITE REFLECTION" Video Clip Staff
Producer SYUKICHI KANDA

Director KAZUYA MURATA

Character Designs&Chief Animator YURIKO CHIBA

Assistant Chief Animator TAKESHI ITO , EIKO SAITOU

Animation Checker FUJIKA ENOMOTO

Color Designer TATSUE OZEKI

Art Director(Movie Part) TASASHI KUDOU (Stage Part) KAZUHIRO KINOSHITA

CG Director&Editor TAKAYA MIZUTANI

Edit Support JEY-FILM

Special Thanks T2-STUDIO , KENTAROU TAKAHASHI

Produced By O.L.M , TEAM KANDA

## 収録曲
| 全作詞: 永野椎菜、全作曲: 高山みなみ、全編曲: 永野椎菜・高山みなみ。 |                                        |          |            |      |
| #                                                                    | タイトル                               | 作詞     | 作曲・編曲 | 時間 |
| 1.                                                                   | 「WHITE REFLECTION」                   | 永野椎菜 | 高山みなみ | 4:48 |
| 2.                                                                   | 「BURNING」                            | 永野椎菜 | 高山みなみ | 4:18 |
| 3.                                                                   | 「WHITE REFLECTION」(Original Karaoke) | 永野椎菜 | 高山みなみ |      |
| 4.                                                                   | 「BURNING」(Original Karaoke)          | 永野椎菜 | 高山みなみ |      |

## リリース履歴
| No. | 日付          | レーベル                              | 規格  | 規格品番  | 最高順位 | 備考                                               |
| --- | ------------- | ------------------------------------- | ----- | --------- | -------- | -------------------------------------------------- |
| 1   | 1997年1月15日 | キングレコード / KMW スターチャイルド | 8cmCD | KIDS-320  | 6位      | 初回限定のみ「TWO-MIX オリジナルステッカー」封入。 |
| 2   | 1999年8月27日 | キングレコード / KMW スターチャイルド | 8cmCD | KIDA-2122 | -        | 再発盤                                             |

## 収録作品
| 曲名             | バージョン                                          | 収録アルバム                                    | 発売日         | 備考 |
| ---------------- | --------------------------------------------------- | ----------------------------------------------- | -------------- | --- |
| WHITE REFLECTION | Original                                            | 『BPM "BEST FILES"』                            | 1997年3月13日  | |
| WHITE REFLECTION | Original                                            | 『SUPER BEST FILES 1995〜1998』                 | 1998年12月21日 | |
| WHITE REFLECTION | Original                                            | 『TWO-MIX COLLECTION BOX 〜Categorhythm〜』     | 2002年11月20日 | |
| WHITE REFLECTION | Original                                            | 『TWO-MIX パーフェクト・ベスト』                | 2011年6月8日   | |
| WHITE REFLECTION | Original                                            | 『TWO-MIX 25th Anniversary ALL TIME BEST』      | 2021年2月10日  | |
| WHITE REFLECTION | Album Ver.                                          | 『FANTASTIX』                                   | 1997年3月13日  | サンプルギターだった部分を、生ギターに差し替えている。 収録アルバムのブックレットには、アレンジが変わった旨の表記はない。 |
| WHITE REFLECTION | Album Ver.                                          | 『20010101』                                    | 2001年1月1日   | サンプルギターだった部分を、生ギターに差し替えている。 収録アルバムのブックレットには、アレンジが変わった旨の表記はない。 |
| WHITE REFLECTION | D-Z Jet Stream Attack Mix                           | 『BPM "DANCE∞"』                                | 1997年3月26日  | Remix: D-Z |
| WHITE REFLECTION | D-Z Jet Stream Attack Mix                           | 『20010101』                                    | 2001年1月1日   | Remix: D-Z |
| WHITE REFLECTION | D-Z Jet Stream Attack Mix                           | 『TWO-MIX COLLECTION BOX 〜Categorhythm〜』     | 2002年11月20日 | Remix: D-Z |
| WHITE REFLECTION | WHITE REFLECTION PURE                               | 『DREAM TACTIX』                                | 1998年9月23日  | |
| WHITE REFLECTION | WHITE REFLECTION PURE                               | 『TWO-MIX COLLECTION BOX 〜Categorhythm〜』     | 2002年11月20日 | |
| WHITE REFLECTION | WHITE REFLECTION THE MOVIE 25th anniversary edition | 『TWO-MIX 25th Anniversary ALL TIME BEST』      | 2021年2月10日  | 初回限定盤に同梱されているBlu-rayのみ収録。                                                                               |
| WHITE REFLECTION | 25th anniversary edition                            | 『WHITE REFLECTION (25th anniversary edition)』 | 2021年4月29日  | 音楽配信限定リリース |
| BURNING          | Album Ver.                                          | 『FANTASTIX』                                   | 1997年3月13日  | 収録アルバムのブックレットには、アレンジが変わった旨の表記はない。                                                        |

## カバー
| 曲名             | アーティスト | 収録アルバム                                   | 発売日        | 備考                            |
| ---------------- | ------------ | ---------------------------------------------- | ------------- | ------------------------------- |
| WHITE REFLECTION | 石田燿子     | 『ウルトラアニメユーロビートシリーズ メカMAX』 | 2001年8月24日 |                                 |
| WHITE REFLECTION | 徳永愛       | 『Scarlet』                                    | 2004年6月25日 |                                 |
| WHITE REFLECTION | 緑川光       | 『TWO-MIX Tribute Album "Crysta-Rhythm"』      | 2022年7月27日 | TWO-MIXのトリビュート・アルバム |